# 王世志
王世志（1947年1月—2020年9月26日），山东日照人，中国人民解放军空军少将，原北京军区空军政治部副主任。

## 生平
1947年生于山东省日照县涛雒镇。1961年入读日照第一中学。1964年考入北京航空学院。1969年毕业后分配至空军部队工作。1980年代后，历任空军第八研究所政治部主任，空军政治部干部部副部长、部长，空军第十军政治部主任，北京军区空军政治部副主任等职。1999年7月晋升空军少将军衔。2020年9月26日5时50分在北京市空军特色医学中心逝世。